# Rene (mitologia)
Rene foi uma ninfa na mitologia grega, que teve um filho com Ileu.
Na Ilíada, ela e Ileu foram os pais de Medonte; Medonte é chamado de filho bastardo. A madrasta de Medonte e esposa de Ileu é chamada Eriópide, e Medonte foi banido da Lócrida após matar um parente da sua madrasta.
No texto (pouco confiável) de (Pseudo-)Higino,  a ninfa Rene e Ileu são os pais de Ájax, o menor.